# Az iparművészet könyve
Az iparművészet könyve egy 20. század eleji nagy terjedelmű magyar nyelvű művészettörténeti mű volt.

## Jellemzői
Az 1902 és 1912 között az Athenaeum Irodalmi és Nyomdai Rt. jóvoltából, Ráth György szerkesztésében megjelent, összességében mintegy 1800 oldal terjedelmű, 3 kötetes mű egy alapos művészettörténeti szintézis. A mű reprint kiadásban 2002-ben a Babits Kiadó gondozásában jelent meg. Elektronikusan nem elérhető. Az egyes kötetek külön címmel nem rendelkeztek, főbb fejezeteik a következők voltak:

## Kötetbeosztás
| Kötetszám | Tartalom | Kiadási év | Oldalszám |
| --------- | --- | ---------- | --------- |
| I.        | A pecsétek. A sokszorosító művészet. Magyarország. A sokszorosító művészet. Általános rész. A művészi stilusok fejlődése. A mozaik. Az iparososztály fejlődése Magyarországon. Az érem | 1902       | 532       |
| II.       | Az elefántcsontfaragás. A fafaragás. A lakkművesség. A bútorművesség emlékei Magyarországon. A bútor. Általános rész. Az üvegfestés. Glyptika. Az agyagművesség                        | 1905       | 646       |
| III.      | A fémek szerepe az iparművészetben. Az ötvösség. A bronz és az ón. A vasművesség. A zománc. Az üveg. A könyvkötés. Szövött munkák. Iparművészeti törekvések a huszadik században       | 1912       | 633       |